# ИСКК Иокогама
«Иокогама Спортивный и Культурный клуб» или сокращённо «ИСКК» (яп. 横浜スポーツ&カルチャークラブ или YS横浜 Ёкохама Супоцу Андо Карутакурабу, англ. Yokohama Sports and Culture Club) — японский футбольный клуб из города Иокогама, в настоящий момент выступает в Японской футбольной лиге, четвёртом по силе дивизионе страны.

## История
Клуб был основан в 1986 году бывшими игроками команды «АНА» под названием «Иокогама Футбольный и Культурный клуб». В 2002 году слово «футбольный» в наименовании клуба было изменено на «спортивный». «Иокогама СКК» служила местом становления для будущих игроков клубов Джей-лиги из Иокогамы: «Иокогама Маринос» и «Иокогама Флюгельс». После ликвидации последней «Иокогама СКК» поддержала создание новой команды «Иокогамы».
В 2012 году клуб дебютировал в чемпионате Японской футбольной лиги, сумев занять в итоге 6-е место.

## Результаты в Японской футбольной лиге
- 2012: 12-е